# Eric Saade/Diskografie
Diese Diskografie ist eine Übersicht über die musikalischen Werke des schwedischen Sängers Eric Saade. Den Schallplattenauszeichnungen zufolge hat er bisher mehr als 380.000 Tonträger verkauft. Seine erfolgreichste Veröffentlichung sind die Singles Popular und Sting mit je über 80.000 verkauften Einheiten.

## Alben

### Studioalben
| Jahr | Titel            | Höchstplatzierung, Gesamtwochen, AuszeichnungChartplatzierungen (Jahr, Titel, Platzierungen, Wochen, Auszeichnungen, Anmerkungen) | Höchstplatzierung, Gesamtwochen, AuszeichnungChartplatzierungen (Jahr, Titel, Platzierungen, Wochen, Auszeichnungen, Anmerkungen) | Höchstplatzierung, Gesamtwochen, AuszeichnungChartplatzierungen (Jahr, Titel, Platzierungen, Wochen, Auszeichnungen, Anmerkungen) | Anmerkungen                             |
| Jahr | Titel            | DE | AT | SE | Anmerkungen                             |
| ---- | ---------------- | --- | --- | --- | --------------------------------------- |
| 2010 | Masquerade       | — | — | SE2 Gold · (58 Wo.)SE | Erstveröffentlichung: 19. Mai 2010      |
| 2011 | Saade Vol.1      | — | — | SE1 Platin · (44 Wo.)SE | Erstveröffentlichung: 26. Juni 2011     |
| 2011 | Saade Vol.2      | — | — | SE1 Platin · (22 Wo.)SE | Erstveröffentlichung: 30. November 2011 |
| 2013 | Forgive Me       | — | — | SE1 (5 Wo.)SE | Erstveröffentlichung: 28. August 2013   |
| 2020 | Det Svarta Fåret | — | — | — | Erstveröffentlichung: 12. Juni 2020     |

### Livealben
| Jahr | Titel                                 | Höchstplatzierung, Gesamtwochen, AuszeichnungChartplatzierungen (Jahr, Titel, Platzierungen, Wochen, Auszeichnungen, Anmerkungen) | Höchstplatzierung, Gesamtwochen, AuszeichnungChartplatzierungen (Jahr, Titel, Platzierungen, Wochen, Auszeichnungen, Anmerkungen) | Höchstplatzierung, Gesamtwochen, AuszeichnungChartplatzierungen (Jahr, Titel, Platzierungen, Wochen, Auszeichnungen, Anmerkungen) | Anmerkungen                                                                                |
| Jahr | Titel                                 | DE | AT | SE | Anmerkungen                                                                                |
| ---- | ------------------------------------- | --- | --- | --- | ------------------------------------------------------------------------------------------ |
| 2012 | Pop Explosion Tour: Full Concert Live | — | — | SE1 (49 Wo.)SE | Erstveröffentlichung: 2. Juni 2012 Doppelalbum DVD/CD, erreichte Platz 1 in den DVD Charts |

### Kompilationen
- 2012: Deluxe

### EPs
| Jahr | Titel                           | Höchstplatzierung, Gesamtwochen, AuszeichnungChartplatzierungen (Jahr, Titel, Platzierungen, Wochen, Auszeichnungen, Anmerkungen) | Höchstplatzierung, Gesamtwochen, AuszeichnungChartplatzierungen (Jahr, Titel, Platzierungen, Wochen, Auszeichnungen, Anmerkungen) | Höchstplatzierung, Gesamtwochen, AuszeichnungChartplatzierungen (Jahr, Titel, Platzierungen, Wochen, Auszeichnungen, Anmerkungen) | Anmerkungen                             |
| Jahr | Titel                           | DE | AT | SE | Anmerkungen                             |
| ---- | ------------------------------- | --- | --- | --- | --------------------------------------- |
| 2017 | Så Mycket Bättre – Tolkningarna | — | — | SE44 (4 Wo.)SE | Erstveröffentlichung: 29. Dezember 2017 |

Weitere EPs
- 2013: Coming Home
- 2016: Saade

## Singles
| Jahr | Titel Album                                                   | Höchstplatzierung, Gesamtwochen, AuszeichnungChartplatzierungen (Jahr, Titel, Album, Platzierungen, Wochen, Auszeichnungen, Anmerkungen) | Höchstplatzierung, Gesamtwochen, AuszeichnungChartplatzierungen (Jahr, Titel, Album, Platzierungen, Wochen, Auszeichnungen, Anmerkungen) | Höchstplatzierung, Gesamtwochen, AuszeichnungChartplatzierungen (Jahr, Titel, Album, Platzierungen, Wochen, Auszeichnungen, Anmerkungen) | Anmerkungen                                                    |
| Jahr | Titel Album                                                   | DE | AT | SE | Anmerkungen                                                    |
| ---- | ------------------------------------------------------------- | --- | --- | --- | -------------------------------------------------------------- |
| 2009 | Sleepless Masquerade                                          | — | — | SE44 (1 Wo.)SE | Erstveröffentlichung: 21. Dezember 2009                        |
| 2010 | Manboy Masquerade                                             | — | — | SE1 Platin · (33 Wo.)SE | Erstveröffentlichung: 12. Februar 2010                         |
| 2010 | Break of Dawn Masquerade                                      | — | — | SE45 (1 Wo.)SE | Erstveröffentlichung: 10. Juni 2010                            |
| 2011 | Popular Saade Vol.1                                           | DE48 (3 Wo.)DE | AT29 (3 Wo.)AT | SE1 ×2Doppelplatin · (27 Wo.)SE | Erstveröffentlichung: 28. Februar 2011 12. Mai 2011 (Weltweit) |
| 2011 | Hearts in the Air Saade Vol.1                                 | — | — | SE2 Gold · (15 Wo.)SE | Erstveröffentlichung: 7. Juni 2011 feat. J-Son                 |
| 2011 | Hotter Than Fire Saade Vol.2                                  | — | — | SE5 (17 Wo.)SE | Erstveröffentlichung: 2. November 2011 feat. Dev               |
| 2012 | Imagine Deluxe                                                | — | — | SE49 Gold · (1 Wo.)SE | Erstveröffentlichung: 20. April 2012 feat. Tone Damli          |
| 2015 | Sting –                                                       | — | — | SE5 ×2Doppelplatin · (13 Wo.)SE | Erstveröffentlichung: 28. Februar 2015                         |
| 2017 | Allt man kan önska sig Så Mycket Bättre – Tolkningarna        | — | — | SE70 (2 Wo.)SE |                                                                |
| 2017 | Bra Vibrationer (vill ha mer) Så Mycket Bättre – Tolkningarna | — | — | SE72 (1 Wo.)SE |                                                                |
| 2019 | Postcard Det Svarta Fåret                                     | — | — | SE35 (2 Wo.)SE | Erstveröffentlichung: 10. Oktober 2019 feat. Anis Don Demina   |
| 2021 | Every Minute –                                                | — | — | SE4 (10 Wo.)SE | Erstveröffentlichung: 27. Februar 2021                         |

Weitere Singles
- 2012: Marching (In the Name of Love) (Deluxe)
- 2012: Miss Unknown (Forgive Me)
- 2013: Coming Home (Forgive Me)
- 2013: Winning Ground (Forgive Me)
- 2013: Flashy (Forgive Me)
- 2013: Boomerang (Forgive Me)
- 2014: Du Är Aldrig Ensam
- 2014: Take a Ride (Put Em in the Air)
- 2015: Girl from Sweden
- 2016: Colors (Saade)
- 2016: Wide Awake (Saade, feat. Gustaf Norén)
- 2017: Another Week
- 2018: Så jävla fel (Det Svarta Fåret)
- 2018: Vill Ha Mer (Det Svarta Fåret, feat. Parham)
- 2019: Ljuset (feat. Sarah Dawn Finer)
- 2019: Skit För Varandra (Det Svarta Fåret)
- 2020: Glas (Det Svarta Fåret)
- 2020: Nån Som Du (Det Svarta Fåret)
- 2021: Day & Night
- 2021: Like U Used To
- 2022: Naked Love

### Weitere Veröffentlichungen
| Jahr | Titel             | Anmerkungen                                                                  |
| ---- | ----------------- | ---------------------------------------------------------------------------- |
| 2011 | Still I Loving It | Erstveröffentlichung: 11. Februar 2011 nur als Download                      |
| 2013 | Forgive Me        | Erstveröffentlichung: 28. August 2013 Promosingle für das gleichnamige Album |

## Videoalben und Musikvideos

### Videoalben
- 2012: Pop Explosion Tour: Full Concert Live
- 2012: The Video Collection

### Musikvideos
| Jahr | Titel                          | Regisseur(e)        |
| ---- | ------------------------------ | ------------------- |
| 2009 | Sleepless                      |                     |
| 2010 | Manboy                         |                     |
| 2010 | Break of Dawn                  | Mikeadelica         |
| 2010 | Masquerade                     |                     |
| 2011 | Popular                        | Mikeadelica         |
| 2011 | Hearts in the Air              | Patric Ullaeus      |
| 2011 | Hotter Than Fire               | Tobias Nordquist    |
| 2012 | Imagine                        | Joon Brandt         |
| 2012 | Marching (In the Name of Love) | Tobias L. Nordquist |
| 2012 | Miss Unknown                   | Tobias L. Nordquist |
| 2013 | Coming Home                    |                     |
| 2013 | Winning Ground                 |                     |
| 2013 | Forgive Me                     |                     |
| 2013 | Boomerang                      |                     |
| 2014 | Du Är Aldrig Ensam             |                     |
| 2015 | Sting                          |                     |
| 2015 | Girl From Sweden               |                     |
| 2016 | Wide Awake                     |                     |
| 2017 | Another Week                   |                     |
| 2018 | Så jävla fel                   |                     |
| 2020 | Glas                           |                     |
| 2020 | Nån Som Du                     |                     |
| 2021 | Every Minute                   |                     |

## Statistik

### Chartauswertung
|                     | DE    | AT    | SE    |
| ------------------- | ----- | ----- | ----- |
| Nummer-eins-Alben   | DE—DE | AT—AT | SE4SE |
| Top-10-Alben        | DE—DE | AT—AT | SE5SE |
| Alben in den Charts | DE—DE | AT—AT | SE6SE |

|                       | DE    | AT    | SE     |
| --------------------- | ----- | ----- | ------ |
| Nummer-eins-Singles   | DE—DE | AT—AT | SE2SE  |
| Top-10-Singles        | DE—DE | AT—AT | SE6SE  |
| Singles in den Charts | DE1DE | AT1AT | SE12SE |

### Auszeichnungen für Musikverkäufe
Anmerkung: Auszeichnungen in Ländern aus den Charttabellen bzw. Chartboxen sind in ebendiesen zu finden.
| Land/RegionAuszeichnungen für Musikverkäufe (Land/Region, Auszeichnungen, Verkäufe, Quellen) | Gold     | Platin     | Verkäufe | Quellen              |
| -------------------------------------------------------------------------------------------- | -------- | ---------- | -------- | -------------------- |
| Schweden (IFPI)                                                                              | 3× Gold3 | 7× Platin7 | 380.000  | sverigetopplistan.se |
| Insgesamt                                                                                    | 3× Gold3 | 7× Platin7 |          |                      |